# Epidamnoszi konfliktus
A Peloponnészoszi háború első, komoly összeütközése i. e. 435-től.

## Előzmények
Epidamnosz város a mai Durrës (Albánia) helyén létesített kerkürai (Korfu) gyarmat volt, melyet Eratokleidész fia, a Héraklidák Korinthoszból való utóda, Phaliosz alapított. A város szomszédságában az illír taulantok törzse lakott. A város növekedésével együtt a belső ellentétek is fokozódtak, s a nép elűzte az előkelőket, akik a barbárokhoz menekültek és azokkal összefogva szorongatták a várost, melynek lakói az anyavároshoz, Kerkürához fordultak segítségért, ám eredmény nélkül. Emiatt az epidamnosziak a Delphoiban kapott jóslat tanácsára Korinthoszba küldtek követeket támogatásért – mivel a város alapítója korinthoszi volt – felajánlva a várost Korinthosznak. 
A korinthosziak kapva kaptak az alkalmon a beavatkozásra, mivel nehezményezték a kerküraiak viselkedését velük szemben. Kerküra ekkor jelentős tengeri haderővel, 120 három evezősoros hajóval rendelkezett és gazdagságban felvette a versenyt a leggazdagabb hellén városokkal.

## Harci cselekmények
A kérésnek eleget téve Korinthoszból telepesek és védelmükre egy amprakiaiakból, leukasziakból és korinthosziakból álló fegyveres csapat indult szárazföldi úton Epidamnoszba. Ekkor Kerkürából egymás után két, 25 hajóból álló hajóraj érkezett a városhoz, s az időközben Kerkürába menekült száműzöttek visszafogadását és a korinthosziak hazaküldését követelte. A város lakói nem tettek eleget a felszólításnak, s ezért a kerküraiak 40 hajóval megkezdték Epidamnosz ostromát. A hírre Korinthosz újabb telepeseket toborzott és szövetségeseikkel együtt mintegy 60 hajóból és 3000 nehézfegyverzetű katonából álló haderőt küldött. A kerküraiak tárgyalási szándékát is visszautasították. A hajóhadat Pellikhosz fia, Ariszteusz, Kallus fia, Kallikratész és Timanthész fia, Timanór vezették, a gyalogos csapatok pedig Eurütimosz fiának, Arkhetimosznak és Iszarkhosz fiának, Iszarkhidasznak a parancsnoksága alatt álltak. A kerkürai flotta 80 hajója – miután a korinthosziak az újabb tárgyalási ajánlatot is elutasították – az Amvrakiai-öböl bejáratánál hadrendbe sorakozva megkezdte az ütközetet és 15 korinthoszi hajót tönkretéve győzelmet aratott. Eközben a kerküraiak Epidamnoszt bevették. A korinthosziak hazatérése után a kerküraiak feldúlták Leukasz környékét, ami Korinthosz gyarmata volt, és felégették Küllénét, az élisziek kikötővárosát, mert segített a korinthosziaknak.

## Felkészülés a következő ütközetre
A következő két esztendőt a korinthosziak új hajóhad felszerelésével töltötték. Kerküra, mivel nem tartozott egyik szövetséghez sem, ezért Athénhoz fordult szövetség-kötési szándékával. A korinthoszi követség pedig ennek a szövetségnek a létrejöttét igyekezett Athénben megakadályozni. Athén, mivel azon a véleményen volt, hogy a peloponnészosziak elleni háborút amúgy sem kerülheti el, ezért szövetségessé fogadta Kerkürát. A döntés mellett szólt az is, hogy a nagy tengeri haderővel rendelkező szigetet nem akarta átengedni Korinthosznak, Spárta szövetségesének. Kerküra fontos volt az Itáliába és Szicíliába hajózók számára is.
Athén ezután 10 hajót küldött Kimón fia, Lakedaimoniosz, Sztrombikhosz fia, Diotimosz és Epiklész fia, Próteasz vezetésével Kerkürához. A korinthosziak ugyanekkor szövetségeseikkel 150 hajóval indultak meg Kerküra ellen. A hadat ötödmagával Xenokleidesz, Euthüklész fia vezette. A korinthoszi sereg az Ahérontasz  és a Thiamisz folyók között, a Kheimerion-hegyfoknál vetett horgonyt és ütött tábort. A kerküraiak 110 hajóval, megerősítve az athéniekkel közeledtek, míg szárazföldi erőik a Leukimmé-hegyfoknál tartózkodott. A korinthosziak támogatására nagy barbár sereg is megjelent.

## Az ütközet
Amikor a két flotta a Szübota-szigeteknél találkozott a kerküraiak jobbszárnyán az attikai hajók, középen és a jobbszárnyon maguk a kerküraiak voltak. A korinthosziaknál a jobbszárnyat a megaraiak és az amprakiaiak hajói alkották, középen volt külön-külön a többi szövetséges, a balszárnyon pedig maguk a legjobb hajókkal rendelkező korinthosziak helyezkedtek el.
Minden hajó fedélzetén sok nehézfegyverzetű volt, nagyszámú íjásszal és dárdással együtt. Az ütközet heves volt, s inkább szárazföldi viadalhoz hasonlított. A győzelem elsősorban a fedélzeten levő nehézfegyverzetűektől függött, akik lábukat szilárdan megvetve harcoltak, miközben a hajók nem mozdultak.
Az attikai hajók csak ráijesztettek az ellenfélre, de nem avatkoztak be a küzdelembe, mivel Athénban azt az utasítást kapák, hogy csak akkor támadjanak a korinthosziakra, ha partra akarnak Kerkürán szállni. A korinthosziak jobbszárnyát a kerküraiak 20 hajója szétszórta, majd partraszállva a korinthoszi tábort kifosztotta és felégette. A korinthosziak viszont teljes győzelmet arattak a balszárnyon. Az athéniek most már harcba keveredtek a kerküraik üldözésére indult korinthosziakkal. A hatalmas kavarodásban a korinthosziak nem ismerve fel őket, néhány szövetségesüket is megölték. 
A hellének között eddig lezajlott ütközetek sorában, a hajók számát tekintve, ez volt a legnevezetesebb. Az újabb korinthoszi támadást és a korinthosziak partraszállását 20 új athéni hajó – amelyeknek Leagrosz fia, Glaukón és Leógorasz fia, Andokidész volt a vezére - megjelenése akadályozta meg. Másnap a hajóhadak ugyan felsorakoztak a csata folytatására, de a korinthosziak elvonultak, s az athéniek ezt nem akadályozták. Mindkét fél győztesnek nyilvánította magát és győzelmi emlékművet emelt. A korinthosziak ezernél nem kevesebb fegyverest ejtettek fogságba, s mintegy 70 hajót süllyesztettek el. A kerküraiak viszont legalább 30 hajót tettek tönkre.

## Az elvonulás
A korinthosziak hazafelé csellel elfoglalták az Amvrakiai-öböl bejáratánál lévő Anaktoriont és gyarmatosokat hagytak a városban. A foglyok közül nyolcszázat eladtak rabszolgának, kétszázötven előkelő kerkürait pedig fogságban tartottak túsznak. Az athéni hajók is elhagyták a vidéket, ami a csata következményeként korintoszi ellenőrzés alá került.